# Paragloborotalia
Paragloborotalia es un género de foraminífero planctónico de la familia Globorotaliidae, de la superfamilia Globorotalioidea, del suborden Globigerinina y del orden Globigerinida. Su especie tipo es Globorotalia opima subsp. opima. Su rango cronoestratigráfico abarca desde el Chattiense superior (Oligoceno superior) hasta el Serravalliense (Mioceno inferior).

## Descripción
Paragloborotalia incluía especies con conchas trocoespiraladas, de trocospira baja, y de forma discoidal-globular; sus cámaras son globulares a subglobulares, creciendo en tamaño de manera rápida y fuertemente abrazadoras; sus suturas intercamerales son incididas y rectas; su contorno ecuatorial es subcuadrado a redondeado, y lobulado; su periferia es redondeada; su ombligo es moderadamente amplio y profundo; su abertura principal es interiomarginal, umbilical-extraumbilical, con forma de arco bajo y bordeado con un labio; presentan pared calcítica hialina, uniformemente perforada con poros en copa y crestas interporales, y superficie reticulada y espinosa (y que dejan bases de espinas al morir).

## Discusión
Clasificaciones posteriores han incluido Paragloborotalia en la superfamilia Globigerinoidea.

## Paleoecología
Paragloborotalia incluía especies con un modo de vida planctónico, de distribución latitudinal cosmopolita, preferentemente tropical-subtropical, y habitantes pelágicos de aguas intermedias y profundas (medio mesopelágico superior a batipelágico superior, en la termoclina).

## Clasificación
Paragloborotalia incluye a las siguientes especies:
- Paragloborotalia continuosa †
- Paragloborotalia griffinae †
- Paragloborotalia kugleri †
- Paragloborotalia nana †
- Paragloborotalia opima †

Otras especies consideradas en Paragloborotalia son:
- Paragloborotalia bolivariana †, también considerada como Pseudoglobigerinella bolivariana †
- Paragloborotalia eoclava †, también considerada como Parasubbotina eoclava
- Paragloborotalia griffinoides †
- Paragloborotalia increscebens †
- Paragloborotalia laccadivensis †, de posición taxonómica incierta
- Paragloborotalia mayeri †, también considerada como Jenkinsella mayeri
- Paragloborotalia mendacis †, también considerada como Turborotalia mendacis
- Paragloborotalia pseudocontinuosa †, también considerada como Jenkinsella pseudocontinuosa
- Paragloborotalia pseudokugleri †, también considerada como Turborotalia pseudokugleri
- Paragloborotalia pseudomayeri †, también considerada como Globorotalia pseudomayeri
- Paragloborotalia siakensis †, también considerada como Jenkinsella siakensis